# Biograf
 For alternative betydninger, se Biograf (flertydig). (Se også artikler, som begynder med Biograf)
En biograf er et sted, sædvanligvis en bygning, hvor man fremviser film. Normalt kræves det at man løser billet for at komme ind til filmen. Filmen vises på et lærred ved hjælp af en projektor. Filmen kan enten være som celluloidstrimmel eller i digitalt format. Af digitale formater findes både 2D og 3D. Det mest normale format har tidligere været film på 35mm film. En film på 90-120 minutter er mellem 3-4km lang. Et billede (en såkaldt frame) er 22 mm bred og kan have forskellig højde, afhængig af det anvendte billedformat. Der vises normalt 24 billeder pr. sekund; Danske film plejer dog at køre på 25. På begge ydersider af filmstriben er der udført en perforation, for at transportere filmen igennem projektoren. For hvert billede er det 4 perforationshuller, som projektoren hiver filmen frem i.[kilde mangler]
Med indførelse af 3D har det digitale format vundet mere frem, og således er der per 1. januar 2012 185 digitale biografsale ud af 394.
Biografer kan også være i form af drive-in biografer, hvor man kører ind i sin bil og ser filmen fra denne. Lyden videregives via en radio. Et eksempel på en sådan er Lynge Drive-in Bio, der er Europas største drive in biograf. Den største enkelstående sal i Danmark er Imperial som har plads til 1102 mennesker. Det største lærred findes dog i Lynge Drive-in Bio, hvilket også er Skandinaviens største lærred.[kilde mangler]
Planetariums kuppel i København udgør et lærred på ca. 800 m² i det hele og Tycho Brahe Planetarium har det største 3D-billede, som er på 350 m².
I dagens danske biografer stammer ifølge Nordisk Film en trediedel af omsætningen fra salg af slik og søde drikkevarer.
Verdens ældste stadig fungerende biograf, er Korsør Biograf Teater, som blev grundlagt i 30. januar 1907.

## Rygeforbud
Rygeforbud i danske biografer blev indført ved Justitsministeriets bekendtgørelse af 24. maj 1948; Bekendtgørelse om Forbud mod Tobaksrygning i Biografteatre mv. og trådte i kraft 1. juni 1948.